# The Louisville Palace

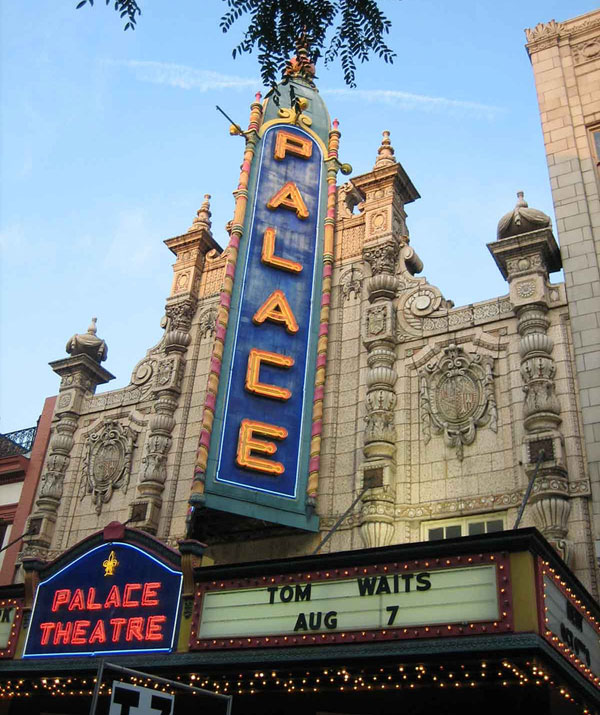
Façade du théâtre.

Le Louisville Palace est un théâtre situé dans le quartier de Downtown à Louisville dans le Kentucky. Il fait partie de la liste du Registre national des lieux historiques depuis 1978. Le théâtre, qui a une capacité de 2 700 places, ouvrit ses portes en 1928 et est l'œuvre de l'architecte John Eberson.  
Le lieu est de style baroque avec des arcades, des balcons. L'intérieur est coloré de bleu, de rouge et de doré. Plus de 139 sculptures décorent le bâtiment. Le plafond est décoré d'une représentation d'un ciel étoilé. Le théâtre a accueilli également des projections de cinéma et des concerts comme un concert de la chanteuse américaine Jewel.